# Mikołaj Troszyński
Mikołaj Troszyński herbu Rogala (zm. przed 12 grudnia 1575 roku) – dworzanin królewski i stolnik łomżyński w 1556/1557 roku.
Poseł na sejm warszawski 1556/1557 roku z ziemi łomżyńskiej.